# Leonie Tepe
Leonie Katarina Tepe (12 de septiembre de 1995, Colonia, Alemania) es una actriz alemana.
Sus primeros papeles protagónicos fueron en Taco und Kaninchen, Misterio niños por Amelie Fried y Peter Probst, también en Vorstadtkrokodile y sus dos secuelas, antes de esto trabajó en Halt durch, Paul! y en Colonia Brigada Criminal. También trabajó en el video musical Superhelden de la banda de rock Apollo 3.  

## Filmografía

### Series de televisión
- 2007: Halt durch, Paul!
- 2007: Colonia Brigada Criminal
- 2008: Taco und Kaninchen - "No hay más escuela" - como Nina Bergman.
- 2009: Taco und Kaninchen - "La maldición del secuestrador" - como Nina Miner.
- 2011: Beat Big City - Class Reunion.
- 2012: Notruf Hafenkante - "La paloma" - como Stella.
- 2013: Die Abmachung - como Nicole.
- 2013: Neue Adresse Paradies - como Natascha.
- 2014: SOKO 5113 - "Una hermosa chica" - como escritora Xenia.
- 2015: Rosamunde Pilcher - como Mila Miller.
- 2019: Aurel - como Date.

### Películas
- 2009: Vorstadtkrokodile - como María.
- 2010: Vorstadtkrokodile 2 - como María.
- 2011: Vorstadtkrokodile 3 - como María.
- 2015: Mara y el Señor de fuego - como Larissa.
- 2015: Letzte Ausfahrt Sauerland - como Marie.